# Yum yum
Yum Yum er en færdigret. Ideen bag Yum Yum er forholdsvis simpel. Det er metode, som kaldes ”Instant Noodles”. Direkte oversat til dansk betyder det ”Hurtige Nudler”.
En pakke Yum Yum indeholder følgende ingredienser: 60 gram nudler, en lille pose med krydderier og en anden pose med en form for sovs/olie.
Princippet bag produktet er meget enkelt. Man hælder indholdet fra Yum Yum pakken i en skål, først nudel-pladen, herefter tilsætter man de to poser med henholdsvis krydderiblandingen og den anden pose med sovsen/olien.
Herefter tilsætter man kogende vand, som går i forbindelse med nudlerne, krydderierne og sovsen. Efter ca. 2 minutter har man en varm nudelsuppe, klar til at blive spist med ske og gaffel.
Indholdet af en pakke Yum Yum svarer ca. til et måltid.
En pakke Yum Yum vejer ca. 85 gram.
Yum Yum var en populær frikvarterssnack i 1990'erne. Nudlerne blev knust og spist rå med krydderier. Sovsen blev smidt ud. Dog blev denne spisemetode streng debatteret, idet det ikke kogte nudler antog sig for at 'suge' kroppens væske. Uanset hvad virkelig undersøgelser vidste, så formindskedes forbruget af "Yum Yum". På mange skoler blev det forbudt at tage "Yum Yum" pakkerne i skolen pga. de sundhedsmæssige årsager.
Yum Yum findes i flere forskellige varianter:
Kylling, Karry, Rejer, Oksekød, And, Vegetar og Wasabi.
| Mad og drikke | Spire Denne artikel om mad og drikke er en spire som bør udbygges. Du er velkommen til at hjælpe Wikipedia ved at udvide den. |